# Placencia (Belize)
Placencia of Placencia Village is een plaats in het Stann Creek District van Belize, gelegen op het schiereiland Placencia.

## Geschiedenis
Voor de Europese kolonisatie van Amerika werd het schiereiland Placencia bewoond door Maya's. Archeologisch bewijs suggereert dat de Maya's in dit gebied zout produceerden en dit verhandelden met andere nederzettingen langs de kust.
In de 17e eeuw werd Placencia bewoond door Engelse puriteinen, oorspronkelijk afkomstig uit Nova Scotia en de puriteinse kolonie op het eiland Providencia. Deze nederzetting stierf uit tijdens de Spaans-Amerikaanse onafhankelijkheidsoorlogen in de jaren 1820.
Eind 19e eeuw vestigden verschillende families opnieuw een nederzetting op het schiereiland Placencia. Placencia bloeide en werd al snel een dorp dat in zijn levensonderhoud voorzag met visserij. De Spanjaarden die langs de zuidkust van Belize reisden, gaven Placencia zijn naam. Destijds heette Placencia Placentia, en het uiteinde van het schiereiland werd Punta Placentia of Pleasant Point genoemd. Aan het einde van de 20e eeuw werd het een belangrijke toeristische bestemming en wordt tegenwoordig Placencia Village genoemd, of eenvoudigweg Placencia.
Op 8 oktober 2001 trof de orkaan Iris het zuiden van Belize met windsnelheden van 225 km per uur, waardoor grote schade werd aangericht aan bijna 95% van de gebouwen in Placencia. Veel ontwikkelaars profiteerden van de kelderende waarde van onroerend goed en de toegenomen ontwikkeling van het schiereiland en Placencia zelf groeit voortdurend, evenals de waarde van het onroerend goed.

## Geografie
De oostkant van het schiereiland bestaat uit een uitgestrekt wit zandstrand en in sommige gebieden is er veel mangrove; de westelijke kant wordt begrensd door een lange smalle noord-zuid baai van de Caribische Zee. Belangrijke nederzettingen op het 29 kilometer lange schiereiland van noord naar zuid zijn onder meer Riversdale Village, Maya Beach Village, het Garifuna-dorp Seine Bight en ten slotte Placencia Village. Placencia, het meest zuidelijke dorp op het schiereiland, wordt bediend door Placencia Airport.

## Demografie
Volgens de volkstelling van 2010 had het dorp 1.512 permanente inwoners, terwijl het schiereiland Placencia 3.458 permanente inwoners telde, zowel burgers als ex-pats. Ten tijde van de volkstelling van 2010 was 41,9% van de bevolking van Placencia Creools, 24,5% Mesties, 10,0% gemengd, 9,2% Kaukasisch, 3,2% Mopan, 2,9% Garifuna, 2,7% Qʼeqchiʼ, 2,5% Oost-Indisch, 1,0% Aziatisch, 0,4% Yucatec Maya, 0,3% Afrikaans en 1,3% anderen.